# Rick Barry
Richard Francis Dennis „Rick“ Barry III (* 28. März 1944 in Elizabeth, New Jersey) ist ein ehemaliger US-amerikanischer Basketballspieler. Zwischen 1965 und 1980 spielte er zehn Jahre in der NBA bei den Teams der Golden State Warriors und Houston Rockets, sowie vier Jahre in der ABA bei den Oakland Oaks, Washington Caps und New York Nets. Barry ist 2,01 Meter groß und spielte auf der Position des Small Forward.
Seine fünf Söhne Brent, Scooter, Jon, Drew und Canyon wurden ebenfalls Profibasketballspieler.

## Laufbahn
Barry, dessen Vater Basketballtrainer war, spielte als Schüler an der Roselle Park High School im US-Bundesstaat New Jersey und von 1962 bis 1965 an der University of Miami. In der Saison 1964/35 führte er die Korbjägerliste der NCAA mit 37,4 Punkten pro Spiel an. Insgesamt bestritt er innerhalb der drei Jahre 77 Spiele für die Hochschulmannschaft und brachte es auf einen Schnitt von 29,8 Punkten. Sein Höchstwert in einer Begegnung waren 59 Punkte.

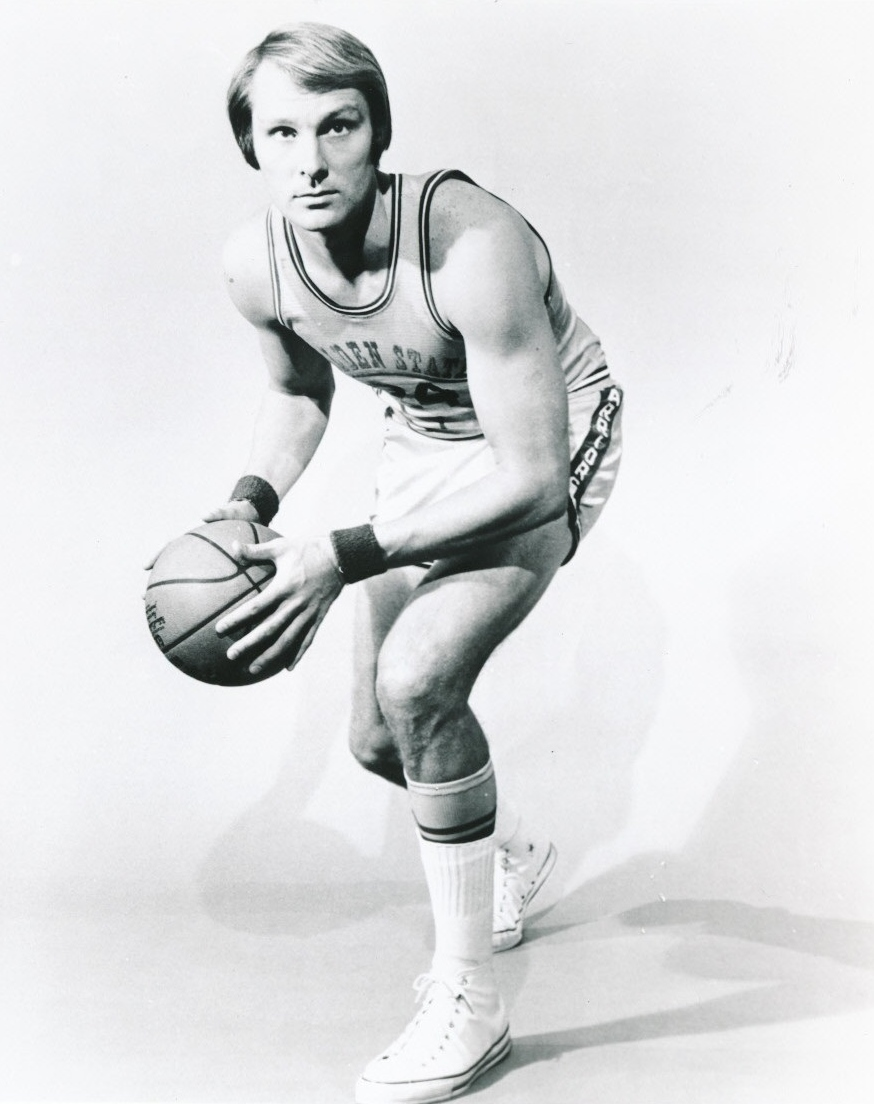
Rick Barry im Jahr 1972

Barry wurde im NBA-Draft 1965 von den San Francisco Warriors ausgewählt. Nachdem er noch 1966 den Rookie of the Year Award gewann, sowie ins NBA All-Rookie Team berufen worden war, wurde Barry im Jahr 1967 der erste Star der NBA, der in die Konkurrenzliga ABA wechselte. In der NBA war er deshalb unbeliebt und gewann auch später in der NBA trotz großartiger Leistungen nie die Auszeichnung zum besten Spieler (MVP).
1975 gewann er mit den Warriors die NBA-Meisterschaft und wurde mit dem Titel MVP der Finalserie ausgezeichnet. Barry ist der einzige Spieler, der die NCAA, ABA und NBA als bester Korbschütze anführte. Er wurde viermal in ein All-NBA First Team und fünfmal in ein All-ABA First Team berufen. Zudem wurde er in seiner Karriere zwölfmal in ein All-Star Team gewählt (davon achtmal in der NBA und viermal in der ABA).
Während seiner Profilaufbahn erzielte er 25.279 Punkte und kam in vier Spieljahren auf einen Punkteschnitt von über 30. Barry war für seinen sehr ausgeprägten Wettkampfgeist und Siegeswillen bekannt, er sagte über sich selbst, zu seiner Spielerzeit kein einfacher Mensch gewesen zu sein.
Bekannt wurde Rick Barry auch, weil er für seine Freiwürfe eine als veraltet geltende Technik einsetzte. Er ging leicht in die Knie und warf den Ball per Unterhandfreiwurf beidhändig von unten auf den Korb. Dabei gab er dem Ball einen starken Drall. In seiner NBA-Karriere verwandelte er 90 Prozent seiner Freiwürfe. In der Saison 1978/79 waren es sogar 94,7 Prozent.
Am 5. Mai 1987 wurde er in die Naismith Memorial Basketball Hall of Fame aufgenommen und war Bestandteil der 1996 veröffentlichten Liste der 50 besten Spieler der NBA-Geschichte.

## Erfolge und Auszeichnungen
- 1× Meister der NBA: 1975
  - 1× NBA Finals MVP: 1975
- 6× All-NBA Team: 1966, 1967, 1973–1976
  - 5× All-NBA First Team: 1966, 1967, 1974–1976
  - 1× All-NBA Second Team: 1973
- 8× NBA All-Star: 1966, 1967, 1973–1978
  - NBA All-Star Game MVP: 1967
- 1× Bester Korbschütze der NBA: 1967
- 1× Bester NBA-Spieler in der statistischen Wertung Steals: 1975
- NBA Rookie of the Year: 1966
  - NBA All-Rookie First Team: 1966
- 50 Greatest Players in NBA History
- Nr. 24 wird bei den Golden State Warriors nicht mehr vergeben
- 1× Meister der ABA: 1969
- 4× ABA All-Star: 1969–1972
- 4× All-ABA First Team: 1969–1972
- Bester Korbschütze der NCAA: 1965